# François de La Rochefoucauld (scrittore)
François de La Rochefoucauld (Parigi, 15 settembre 1613 – Parigi, 17 marzo 1680) è stato uno scrittore, filosofo e aforista francese.

## Biografia

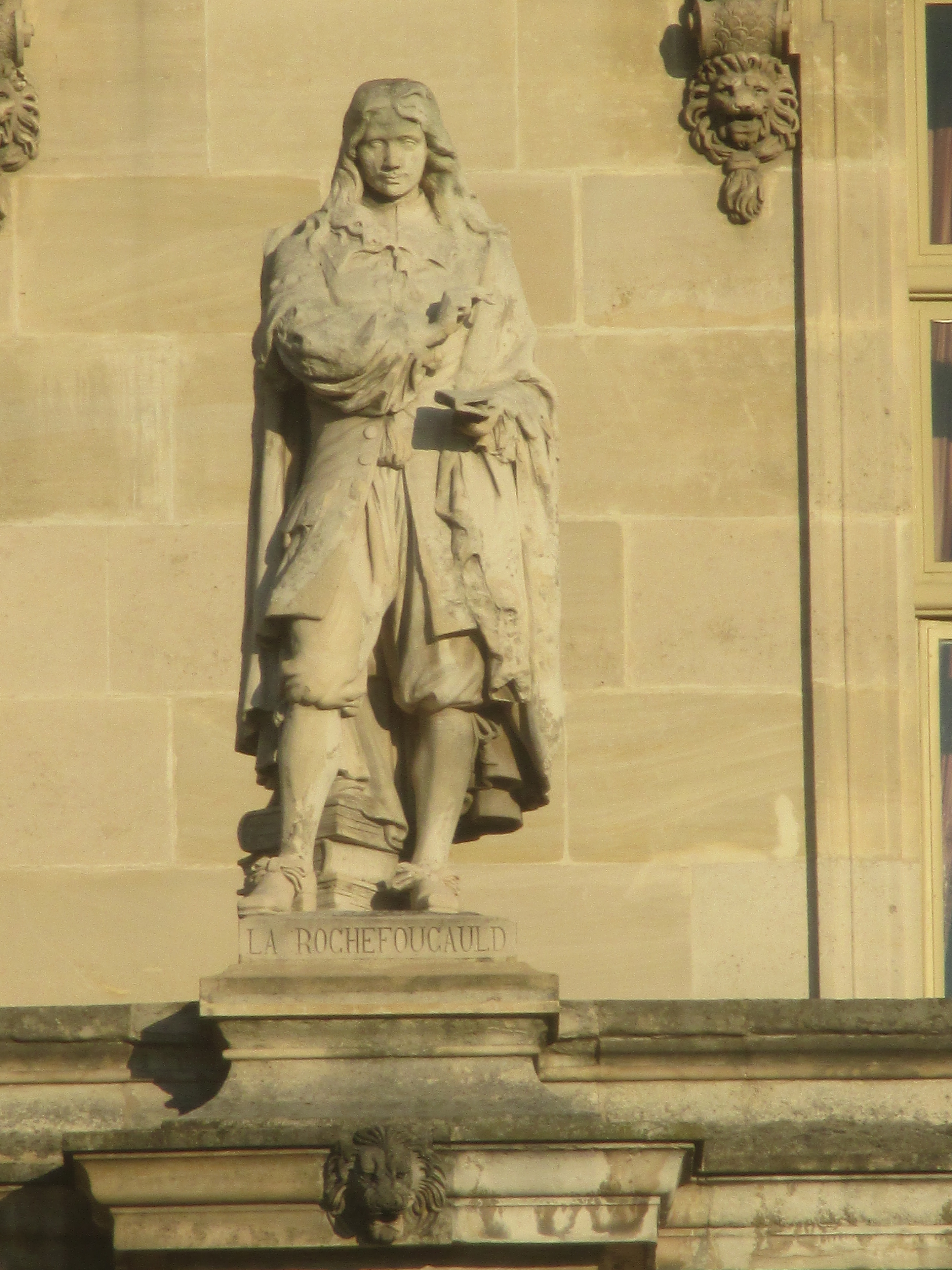
La statua in marmo di La Rochefoucauld al museo del Louvre di Parigi

François VI de La Rochefoucauld, principe di Marsillac (scritto anche Marcillac), nacque nella capitale transalpina in Rue des Petits Champs, primo di 14 figli, da François V e da Gabrielle di Liancourt, in una delle più antiche famiglie nobili di Francia. Educato più alle armi che alle lettere, entra nel mondo a 16 anni e si mescola agli intrighi di corte, che ebbero per protagonisti il re Luigi XIII, il cardinale Richelieu, la regina Anna d'Austria e il duca di Buckingham. Legatosi alla duchessa di Chevreuse, un'amica della regina, si getta in rischiose avventure che gli costarono una settimana nel carcere della Bastiglia e due anni di disgrazie che passò nei possedimenti paterni del Verteuil. Introdotto a corte giovanissimo, partecipò a vari complotti contro il cardinale Richelieu e contro il cardinale Mazarino (Fronda parlamentare), conobbe la prigione e l'esilio, finché, deluso, abbandonò ogni impegno politico e si dedicò alla vita mondana.
Di questo momento, 1653-1656, sono le Memorie, in cui narrò, oggettivamente, con animo pacato e distaccato, gli avvenimenti della Reggenza, mostrando già nella comprensione di essi quella concezione determinista e pessimista che si troverà cristallizzata nelle Massime. Ricompare a Parigi nel 1656, frequentando il salotto di Madame de Sablé, ove si riunivano gli ingegni più rappresentativi dell'epoca. Qui, seguendo quello che era un gioco intellettuale di società, incominciò a scrivere le proprie massime che, divenute poi un'occupazione seria e laboriosa, vennero pubblicate in un volumetto nel 1665: Riflessioni o sentenze e massime morali. È la gloria per l'autore: alla prima seguono altre quattro edizioni - 1666, 1671, 1675, 1678 - con poche varianti importanti. Gode di immediato successo. La raccolta comprende 504 massime, precedute da una premessa il cui autore ufficiale è l'editore, dietro il quale però si cela, secondo l'uso, La Rochefoucauld stesso.
Dalla prima edizione delle Riflessioni, l'autore espunse poi 74 massime, alle quali se ne possono aggiungere altre 61, pubblicate postume e desunte da manoscritti, epistole, edizioni estere, supplementi alle varie edizioni e testimonianze di contemporanei dell'autore. Raffreddati i rapporti con Madame de Sablé, trovò una nuova Musa in Madame de La Fayette, con la quale vive in grande intimità, coadiuvandola nei suoi lavori letterari. Il romanzo La Princesse de Clèves viene ritenuto la loro opera comune. In questi anni, sereni e allietati anche dalla posizione raggiunta dai figli alla corte del Re Sole e dalla considerazione in cui lui stesso vi era tenuto, egli fu rattristato dalla morte del suo settimo figlio, da quella del Duca di Longueville, figlio del suo amore con la duchessa, e dalle gravi ferite riportate dal suo primogenito al passaggio del Reno nel 1672. La sua salute diventò malferma fino a diventare disperata nel marzo 1680. Spirò il giorno 17.

## Matrimonio e discendenza
Nel 1628, a 15 anni, sposò Andrée de Vivonne (†1670) dalla quale ebbe otto figli:
- François VII de La Rochefoucauld (1634-1714)
- Charles de La Rochefoucauld (1635-1692)
- Marie Catherine de La Rochefoucauld (1637-1711)
- Henriette de La Rochefoucauld (1638-1721)
- Françoise de La Rochefoucauld (1641-1708)
- Henri Achille de La Rochefoucauld (1642-1698)
- Jean Baptiste de La Rochefoucauld (1646-1672)
- Alexandre de La Rochefoucauld (1655-1721)

## Edizioni italiane delle opere
- Massime, traduzione del Valeriani innovata da Francesco Ambrosoli, Sanvito, Milano, 1873.
- Massime e Riflessioni Morali, Collana Biblioteca Universale, Sonzogno, Milano, 1903
- Massime, a cura di Adele Morozzo Della Rocca, Collana di Traduzioni: I Grandi Scrittori Stranieri, UTET, Torino, 1938 - 1941 - 1952 - 1957
- Le Massime e altri scritti, trad. Ugo Bernasconi, prefazione di Vittore Cousin, Collana Gli Immortali, Istituto Editoriale Italiano, Milano,
- Le Massime e Altri Scritti, a cura di Aldo Devizzi, trad. Ugo Bernasconi, Biblioteca Moderna.Nuova Serie, Mondadori, Milano, I ed. ottobre 1950 - 1951
- Massime - Memorie, a cura di Adele Morozzo Della Rocca e Maria Adelaide Rigoni, Collana I Grandi Scrittori Stranieri, UTET, Torino, 1963
- Réflexions ou sentences et maximes morales, a cura di Amelia Bruzzi, Principato, ISBN 978-88-416-4932-9
- Massime. Riflessioni varie e autoritratto. Testo francese a fronte, trad., note, premessa al testo e indice tematico di Giovanni Bogliolo, introduzione di Giovanni Macchia, Collana Classici, BUR, Milano, 1978-1980-1985, ISBN 978-88-17-12167-5; Collana SuperClassici n. 28, BUR, Milano, 1992-2012, ISBN 978-88-17-15158-0
- Amore - donne - gelosia, massime - pensieri, Collana Le perle, Nuova Editrice Spada, 1984 - 1990, ISBN 978-88-8122-001-4
- Massime. Edizione integrale. Introduzione di Francesco Perfetti. Traduzione di Maurizio Enoch, Collana Tascabili Economici Newton n. 64, Newton & Compton, Roma, 1993, ISBN 978-88-7983-124-6
- L'umana doppiezza, Collana piccoli saggi, Oscar Mondadori, Milano, 1995, ISBN 978-88-04-40334-0
- Massime. Riflessioni e sentenze e massime morali. Testo francese a fronte, trad. Giovanni Bogliolo, Collana Biblioteca ideale tascabile n. 91, Opportunity Books, 1996, ISBN 978-88-8111-172-5
- Massime. A cura di F. Fiorentino. Testo francese a fronte, Collana Letteratura universale.I fiori blu, Marsilio, Venezia, 2000, ISBN 978-88-317-7553-3
- Paul de Gondi - François de La Rochefoucauld, Massime, A cura di S. Balduzzi, Collana Varia, Laterza, Roma-Bari, 2001, ISBN 978-88-8231-153-7
- La fatica di diventare migliori. Edizione integrale delle Massime. A cura di Giuliano Vigini, Collana La parola e le parole, Paoline Editoriali Libri, 2002, ISBN 978-88-315-2336-3
- Massime. Introduzione di Francesco Perfetti. Traduzione di Maurizio Grassi. Edizione integrale, Collana Grandi Tascabili Economici Newton, Newton & Compton, Roma, 2005, ISBN 978-88-541-0436-5
- Massime morali, a cura e con la trad. di Frederic Ieva, Collana Universale Economica.I classici, Feltrinelli, Milano, I ed. settembre 2014, ISBN 978-88-07-90155-3
- Sentenze e massime morali, traduzione di e cura di Carlo Carena, con uno scritto di Jean d'Ormesson, Collana i millenni, Torino, Einaudi, 2015, ISBN 978-88-06-22234-5.